# Hiraea macrophylla
Hiraea macrophylla är en tvåhjärtbladig växtart som först beskrevs av Luigi Aloysius Colla, och fick sitt nu gällande namn av P.L.R.Moraes och Guglielmone. Hiraea macrophylla ingår i släktet Hiraea och familjen Malpighiaceae. Inga underarter finns listade i Catalogue of Life.